# Reuterhof

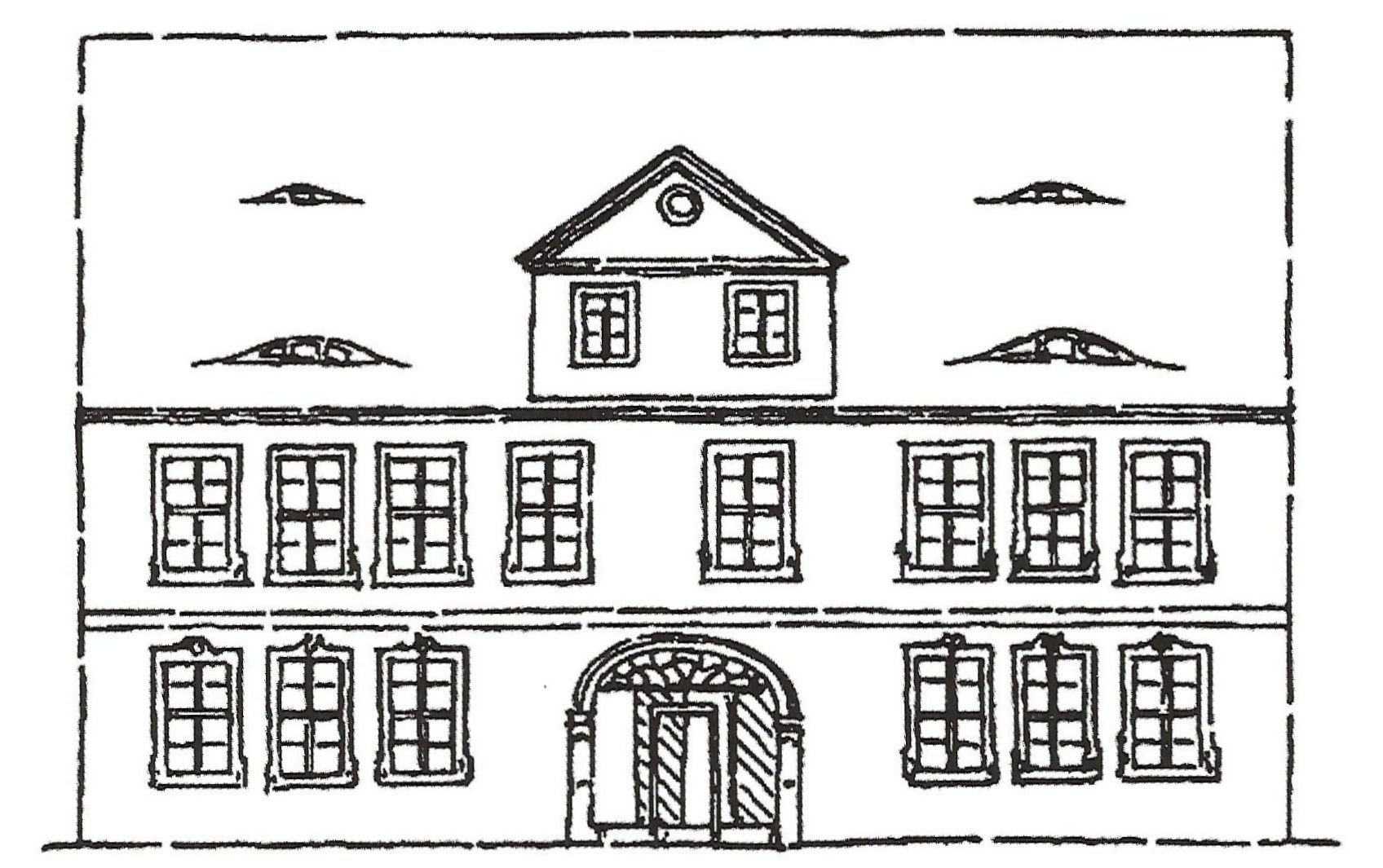
Reuterhof, Entwurfszeichnung von 1724

Der Reuterhof, auch Ritterhof, war ein historisches Gebäude in Magdeburg im heutigen Sachsen-Anhalt. Die Bebauung des Reuterhofs wurde während des Zweiten Weltkriegs zerstört. 

## Lage
Das Gebäude befand sich in der Magdeburger Altstadt auf der Südseite der Großen Schulstraße, der heutigen Julius-Bremer-Straße, an der Adresse Große Schulstraße 15. Zum Anwesen gehörte auch das südlich angrenzende Grundstück Georgenstraße 1. Unmittelbar östlich des Hofs mündete die kleine Gasse Reuterhof ein, die nach dem Hof benannt war. Heute befindet sich am ehemaligen Standort ein Grünstreifen und der Parkplatz westlich vom Kaufhauses Karstadt.

## Geschichte
Der Name des Hauses ging auf eine ursprüngliche Funktion als Gebäude der städtischen Reiter, der Reuter, zurück. Noch bis zur Zerstörung des Hauses befand sich eine auf den Namen hinweisende Inschrift am Haus.
Erster bekannter Eigentümer des Hofs war Martin Alemann. Im Jahr 1620 erwarb es für 700 Taler Askan Lutteroth. Er war auch noch 1626 Eigentümer, dann erhielt seine Tochter Magdalene das Anwesen als Mitgift, anlässlich ihrer Hochzeit mit Pastor Dr. Aaron Burkhart. In den Jahren 1631 und 1638 lebte Magdalene hier als Witwe. 1652/1653 wurde als Eigentümer Karl Opitz geführt, später gehörte es dann der Tochter des Pastors, Gertraud Burchard. Im Jahr 1675 wurde das alte Gebäude von den Töchtern von Karl Opitz für 200 Taler an den Schulkantor Konrad Baumgarten verkauft. Baumgarten veräußerte es 1691 für 625 Taler an den Münzmeister Johann Christoph von Sehlen. 1702 gehörte das Anwesen dann seiner Ehefrau, 1712 dem Sekretär Georg Friedrich Leyser. Leyser veräußerte es 1721 an den Rat Andreas Balthasar Wesche sowie Susanne Katharine Hünerbein. 1726 erwarb er es jedoch für 2100 Taler zurück.
In der Zeit um 1823 gehörte das Anwesen Carl Richter, der im Gebäude eine Möbel- und Spiegelhandlung betrieb. 1942/1943 gehörte das Grundstück E. Breitenfeld. Im Anwesen befand sich der an P. Steinforth verpachtete Gasthof Reuterhof. Darüber hinaus lebten im Gebäude Arbeiterfamilien.
Im Zweiten Weltkrieg wurde dieser Bereich zerstört. In der Zeit der DDR erfolgte ein Wiederaufbau der Stadt, der sich nicht an die historische Stadtstruktur hielt. Der Bereich des Reuterhofs wurde nicht wieder bebaut, sondern Teil eines ausgedehnten Parkplatzes, westlich des Centrum-Warenhauses.

## Inschrift
Am Haus befand sich ein Stein mit der Inschrift:
dit het de ridderhof
Der Stein trug so die einzige erhaltene Inschrift in niederdeutscher Sprache in Magdeburg. Sinngemäß bedeutete die Inschrift in Hochdeutsch Dies ist der Reiterhof. Zum Verbleib der Inschrift gibt es keine Nachrichten, so dass davon auszugehen ist, dass auch der Stein zerstört wurde.